# Trichoglossus rosenbergii
Il lorichetto di Biak (Trichoglossus rosenbergii Schlegel, 1871) è un uccello della famiglia Psittaculidae, endemico delle isole gemelle indonesiane, della provincia di Papua, Biak e Supiori; dove si presume abiti le foreste secondarie di pianura, boschi e piantagioni come le altre specie del suo genere.